# Episodi di Mushoku Tensei

Logo della serie

Questa è la lista degli episodi dell'anime Mushoku Tensei, adattamento dell'omonima serie di light novel scritta da Rifujin na Magonote e illustrata da Shirotaka.
Il 15 marzo 2019, il sito web ufficiale di MF Books ha annunciato che sarebbe stato prodotto un progetto di adattamento anime di Mushoku Tensei. L'anime è stato successivamente annunciato il 18 ottobre 2019 come una serie televisiva, diretta da Manabu Okamoto e animata da Studio Bind, con Kazutaka Sugiyama disegnatore dei personaggi e Yoshiaki Fujisawa come compositore per la musica. Egg Firm è accreditata per la produzione. La prima serie era originariamente prevista per il 2020, ma è stata posticipata fino all'11 gennaio 2021. Nel corso della serie si sono susseguite cinque diverse sigla di apertura, queste in ordine sono: Tabibito no uta (旅人の唄? lett. "La canzone del viaggiatore"), Mezame no uta (目覚めの唄? lett. "La canzone del risveglio"), Keishō no uta (継承の唄? lett. "La canzone dell'eredità"), Inori no uta (祈りの唄? lett. "Il canto della preghiera") e Tōku no komori no uta (遠くの子守の唄? lett. "Una lontanta ninna nanna"). Le sigle di chiusura invece sono due: Only (オンリー?, Onrī) e Kaze to iku michi (風と行く道? lett. "La strada da percorrere con il vento"). Tutti i brani sono interpretati da Yuiko Ōhara. Funimation ha concesso in licenza la serie e l'ha trasmessa in streaming sul suo sito Web in Nord America, Messico, Brasile e Isole britanniche, in Europa tramite Wakanim e in Australia e Nuova Zelanda tramite AnimeLab. Muse Communication ha concesso in licenza la serie nel sud-est asiatico e nell'Asia meridionale e l'ha trasmessa in streaming sul loro canale YouTube Muse Asia, su iQIYI e Bilibili nel sud-est asiatico.
A conclusione della prima metà della serie, il 22 marzo 2021, è stata annunciata una seconda metà. Quest'ultima, originariamente prevista per luglio 2021, è stata posticipata 4 ottobre 2021, a causa di "varie circostanze". La trasmissione è poi terminata il 20 dicembre successivo. La serie è stata raccolta in 4 volumi Blu-ray editi da Toho e pubblicati dal 21 aprile 2021 al 16 marzo 2022. Il quarto volume Blu-ray uscito il 16 marzo 2022 presenta inoltre un episodio OAV bonus.
Il 6 marzo 2022 è stata annunciata la seconda stagione. Viene diretta da Hiroki Hirano, sceneggiata da Toshiya Ono e il character design è curato da Sanae Shimada. La seconda stagione è stata trasmessa dal 2 luglio al 24 settembre 2023. La seconda parte invece è andata in onda dall'8 aprile al 1º luglio 2024, con Ryōsuke Shibuya che ha sostituito Hirano alla regia. La sigla d'apertura è Spiral dei Longman mentre quella di chiusura Musubime (ムスビメ?) di Yuiko Ōhara.
Il 1º marzo 2022 la serie è stata caricata su Crunchyroll Italia con soltanto i sottotitoli in inglese, azione facente parte della più ampia unificazione del catalogo del servizio statunitense con quello di Funimation/Wakanim. Sempre nel corso del 2022 la serie è stata resa disponibile sottotitolata in italiano. Il 21 giugno 2023 Crunchyroll ha annunciato il doppiaggio italiano della prima parte della seconda stagione il quale è stato pubblicato dal 23 luglio al 15 ottobre successivi. La seconda parte doppiata invece è stata pubblicata dal 28 aprile al 21 luglio 2024. Durante il Lucca Comics & Games 2024 è stato annunciato il doppiaggio della prima stagione, il quale è stato pubblicato il 14 gennaio 2025.
Al termine della seconda stagione è stata annunciata la terza, prevista per il 2026.

## Lista episodi

### Prima stagione
| Nº serie                   | Nº  | Titolo italiano Giapponese 「Kanji」 - Rōmaji | In onda          | In onda         |
| Nº serie                   | Nº  | Titolo italiano Giapponese 「Kanji」 - Rōmaji | Giapponese       | Italiano        |
| Prima parte (11 episodi)   |     | |                  |                 |
| 1                          | 1   | Il disoccupato reincarnato 「無職転生」 - Mushoku tensei | 11 gennaio 2021  | 14 gennaio 2025 |
| 1                          | 1   | Dopo essere stato investito da un camion ed essere morto, un giapponese senza casa e senza lavoro si reincarna in un mondo fantasy come Rudeus, figlio dello spadaccino Paul Greyrat e di sua moglie, la guaritrice Zenith. Conservando i ricordi della sua vita precedente, Rudeus impara rapidamente a leggere e inizia a praticare la magia. Notando la sua attitudine, i genitori di Rudeus assumono l'avventuriera Roxy Migurdia come insegnante di magia. Roxy inizialmente dubita di dargli lezioni a causa della sua tenera età, ma poi vede la sua capacità unica di lanciare la magia all'istante e capisce il suo potenziale. Mentre la famiglia Greyrat dà a Roxy una festa di benvenuto, Rudeus giura di lavorare sodo per migliorare se stesso e di sfruttare adeguatamente la seconda possibilità che gli è stata data per avere una vita felice e appagante. |                  |                 |
| 2                          | 2   | Maestra 「師匠」 - Shishō | 18 gennaio 2021  | 14 gennaio 2025 |
| 2                          | 2   | Rudeus ricorda la sua vita passata, quando fu espulso da casa e investito dal camion che lo uccise mentre cercava di salvare alcuni adolescenti. Trascorre i mesi successivi allenandosi con Roxy, fino al giorno della sua festa di compleanno di cinque anni, quando Roxy dichiara che non ha più nulla da insegnargli e terrà l'esame di diploma. Il giorno dopo, Rudeus, accompagnato da Roxy, lascia per la prima volta la sua casa. Si angoscia per il suo trauma passato, quando a scuola era stato gravemente maltrattato dai compagni, che lo aveva portato a diventare un recluso. Tuttavia, finisce per superarlo quando si rende conto di come Roxy si sia amalgamata bene con gli abitanti del villaggio, nonostante tutti i pregiudizi che di solito subisce a causa della sua origine demoniaca. Durante l'esame, Rudeus riesce a evocare un enorme temporale e Roxy dichiara che ha superato la prova. Roxy riparte per continuare il suo viaggio e Rudeus la ringrazia per tutto ciò che ha fatto per lui. |                  |                 |
| 3                          | 3   | Amici 「友達」 - Tomodachi | 25 gennaio 2021  | 14 gennaio 2025 |
| 3                          | 3   | Dopo aver perso la paura di lasciare la sua casa grazie a Roxy, Rudeus inizia a giocare all'aperto da solo fino a quando non salva un bambino mezz'elfo, che presume sia un ragazzo di nome Sylph, da un gruppo di bulli. Sylph diventa amico di Rudeus e inizia a imparare la magia da lui; si scopre che Sylph è in grado di lanciare la magia anche senza incantesimi. Sei mesi dopo, Rudeus porta Sylph a casa durante una tempesta e gli toglie con la forza i vestiti per fare il bagno insieme. Tuttavia, scopre che Sylph è una ragazza il cui nome completo è Sylphiette. Nonostante le scuse di Rudeus a Sylphiette, le inizia e evitarlo, con suo grande dispiacere. Qualche tempo dopo, Sylphiette torna da Rudeus e i due si riappacificano, con Rudeus deciso a tenere a cuore la prima vera amica che si è fatto nella sua nuova vita. |                  |                 |
| 4                          | 4   | Riunione di famiglia d'emergenza 「緊急家族会議」 - Kinkyū kazoku kaigi | 1º febbraio 2021 | 14 gennaio 2025 |
| 4                          | 4   | La famiglia Greyrat è lieta di sapere che Zenith è di nuovo incinta. Tuttavia, la loro felicità viene interrotta quando la loro cameriera, Lilia, rivela di essere anch'essa incinta dopo aver avuto una relazione con Paul. Per proteggere Lilia dall'ira di Zenith, Rudeus convince la madre a perdonarla facendo ricadere su Paul tutta la colpa dell'incidente, nonostante abbia capito che è stata lei a sedurlo, il che gli fa guadagnare la gratitudine e la fedeltà di Lilia. Zenith e Lilia danno alla luce due bambine, rispettivamente Norn e Aisha. Rudeus prende in considerazione l'idea di partire per studiare all'Accademia di Magia di Ranoa dopo aver ricevuto una lettera di Roxy che lo incoraggia a farlo. Tuttavia, Sylphiette non vuole che si allontani da lei e lui decide di cercare un lavoro per pagare anche la sua retta. Qualche tempo dopo, i genitori decidono di affidare Rudeus a una loro amica, la donna bestia Ghislaine Dedoldia, che lascia il villaggio con lui. |                  |                 |
| 5                          | 5   | La damigella e la violenza 「お嬢様と暴力」 - Ojōsama to bōryoku | 8 febbraio 2021  | 14 gennaio 2025 |
| 5                          | 5   | Mentre Ghislaine e Rudeus lasciano il villaggio, egli legge una lettera di Paul che gli spiega di aver trovato un lavoro di tutoring per pagare gli studi suoi e di Sylphiette. Tuttavia, Paul gli proibisce di tornare a casa o di incontrare Sylphiette per i prossimi cinque anni. Nella città di Roa, Rudeus incontra il suo datore di lavoro, Philip Boreas Greyrat, che è anche sindaco di Roa e cugino di suo padre, e viene incaricato di insegnare alla figlia di Philip, Eris. Tuttavia, una volta che Rudeus viene presentato a Eris, lei si comporta in modo ostile nei suoi confronti. Certo che Eris non lo ascolterà mai, Rudeus escogita un piano per conquistare la sua fiducia, inscenando il loro rapimento con il consenso del padre. Rudeus e Eris vengono catturati e, dopo averla convinta a collaborare, usa la sua magia per fuggire con lei. Tornato a Roa, Rudeus scopre che uno dei servitori di Philip lavora con i rapitori, che hanno approfittato del suo piano per inscenare un vero rapimento. Rudeus combatte i rapitori per proteggere Eris, finché Ghislaine non arriva in loro soccorso, uccidendo i criminali e arrestando il servitore. Una volta tornati a casa, Eris accetta Rudeus come suo insegnante e lui inizia a vivere a casa sua. |                  |                 |
| 6                          | 6   | Giorno di vacanza a Roa 「ロアの休日」 - Roa no kyūjitsu | 15 febbraio 2021 | 14 gennaio 2025 |
| 6                          | 6   | Philip ringrazia Rudeus per aver protetto Eris e lo avverte di non rivelare a nessuno i suoi legami con la famiglia Greyrat, altrimenti potrebbe essere preso di nuovo di mira. Mentre Ghislaine inizia a insegnare l'arte della spada a Eris e Rudeus, Rudeus insegna a Eris e Ghislaine la magia, lettere e la matematica. Tuttavia, Eris di solito salta le lezioni per noia e Rudeus decide di concederle un giorno libero a settimana per incoraggiarla. Durante una passeggiata in città, Eris tenta di comprare a Rudeus un libro costoso, ma lui rifiuta, sostenendo che non può fare regali agli altri senza il proprio denaro e suggerendo al padre di darle una paghetta. Con la sua paghetta, Eris regala a Rudeus una fiala a cui era interessato in precedenza, mettendolo in difficoltà perché teme di rivelare a lei e Ghislaine che si tratta in realtà di un afrodisiaco. |                  |                 |
| 7                          | 7   | Quel che c'è al di là dell'impegno 「努力の先にあるもの」 - Doryoku no saki ni aru mono | 22 febbraio 2021 | 14 gennaio 2025 |
| 7                          | 7   | Con l'avvicinarsi della festa per il decimo compleanno di Eris, Rudeus permette alla sua insegnante di danza di occupare parte del suo programma di tutoring per aiutarla a migliorare. Allo stesso tempo, sfrutta il suo tempo libero per imparare altre lingue. Nonostante ciò, Eris migliora a malapena nel ballo e pensa di rinunciare, ma Rudeus la incoraggia a continuare e inizia ad aiutarla con le lezioni. Mentre Rudeus fa qualche progresso nella conoscenza delle lingue straniere con l'aiuto di Ghislaine e Roxy, Eris non migliora affatto e il giorno della festa non riesce a ballare con un altro nobile. Rudeus interviene e riesce a ballare con Eris dopo averle insegnato a incorporare nelle sue mosse alcune delle sue abilità di combattimento. Dopo la festa, Rudeus incontra il nonno di Eris, Sauros, che vede una strana sfera di luce nel cielo e teme che possa essere un segno minaccioso. |                  |                 |
| 8                          | 8   | Punto di svolta nº1 「ターニングポイント１」 - Tāningu Pointo 1 | 1º marzo 2021    | 14 gennaio 2025 |
| 8                          | 8   | Due anni dopo, Eris e la sua famiglia organizzano una festa di compleanno per Rudeus, che all'inizio è deluso dal fatto che la sua famiglia non possa partecipare a causa dell'aumento dell'attività dei mostri nel Paese. A Rudeus viene regalato un bastone magico di alta qualità e Philip esprime la volontà di far sposare Rudeus con Eris e diventare il suo successore, ma Rudeus rifiuta l'offerta. Più tardi, Rudeus è sorpreso di vedere Eris che lo aspetta nella sua stanza, quindi cerca di fare sesso con lei, ma questa lo respinge. Resosi conto del suo errore, Rudeus si scusa con Eris, che lo perdona. Qualche giorno dopo, nel cielo si forma un'enorme nube di mana e il leggendario eroe Perugius Dola invia il suo aiutante Arumanfi a indagare. Sospettando che Rudeus, che si stava esercitando con il suo nuovo bastone insieme a Eris e Ghislaine, possa essere coinvolto nella comparsa nella nube, Arumanfi lo attacca, ma Ghislaine difende Rudeus e conferma la sua innocenza quando un'enorme esplosione di luce li avvolge. |                  |                 |
| 9                          | 9   | Incontro fortuito 「邂逅」 - Kaikō | 8 marzo 2021     | 14 gennaio 2025 |
| 9                          | 9   | All'interno dei suoi sogni, con le sembianze del suo passato, Rudeus ha un breve incontro con un essere sfuggente noto come il Dio degli umani, che gli ordina di affidarsi e aiutare l'uomo che lo ha salvato. Risvegliatosi nel suo corpo attuale, apprende che lui ed Eris sono rimasti bloccati nel mezzo del Continente dei Demoni e sono stati salvati da Ruijerd Superdia, un membro della temibile razza dei Superd, che diventa loro amico e promette di accompagnarli a casa. Ruijerd porta Rudeus ed Eris nel vicino villaggio di Migurdia, luogo di nascita di Roxy. Durante il loro soggiorno, Rudeus apprende da Ruijerd che la cattiva fama della sua tribù deriva dalle lance maledette ricevute dal demone-dio Laplace, che li ha trasformati in assassini senza cervello, e che la lancia in suo possesso apparteneva a suo figlio, la cui morte per mano sua gli ha fatto recuperare il senno. Commosso dalla determinazione di Ruijerd a ripulire il nome della sua razza, Rudeus decide di aiutarlo e il trio parte dal villaggio per iniziare il viaggio attraverso il Continente dei Demoni. |                  |                 |
| 10                         | 10  | Il valore della vita e il primo incarico 「人の命と初仕事」 - Hito no inochi to hatsu shigoto | 15 marzo 2021    | 14 gennaio 2025 |
| 10                         | 10  | Rudeus, Eris e Ruijerd arrivano alla città di Rikarisu. Per far si che Ruijerd entri in città senza problemi, Rudeus gli tinge i capelli di blu e gli fa fingere di essere un membro della tribù Migurdia. I tre diventano un gruppo ufficiale di avventurieri chiamato "Dead End", ma il loro status di novizi impedisce loro di accettare missioni che paghino abbastanza bene da permettere loro di far quadrare i conti. Su suggerimento del Dio degli umani, Rudeus accetta una missione per cercare un gatto smarrito, che li conduce a un altro gruppo di avventurieri che rapiscono animali domestici per ottenere la taglia per il loro ritrovamento. Dopo aver sconfitto i rapitori, Rudeus tenta di interrogarli, ma viene colpito da uno di loro, il che porta Ruijerd a ucciderlo all'istante. Rudeus rimprovera Ruijerd e gli proibisce di uccidere altre persone. Approfittando del rango superiore dei rapitori, Rudeus li costringe ad accettare incarichi di livello più alto per il proprio gruppo, contribuendo a migliorare la loro reputazione. |                  |                 |
| 11                         | 11  | Bambini e guerrieri 「子供と戦士」 - Kodomo to senshi | 22 marzo 2021    | 14 gennaio 2025 |
| 11                         | 11  | Dopo l'ondata di mana a Fitoa, tutti i membri della famiglia di Paul sono scomparsi, tranne Norn, ed egli chiede ai suoi contatti di organizzare gruppi di ricerca per ritrovarli. Nel frattempo, per portare a termine una missione, il gruppo di Rudeus cerca un mostro misterioso nel mezzo di una foresta e qui incontrano altri due gruppi, anch'essi alla ricerca del mostro. Uno dei gruppi subisce un'imboscata da parte dei mostri, ma Rudeus decide di aspettare e uno degli avventurieri viene ucciso. Il mostro che stanno cercando attacca e uccide l'altro gruppo prima che Rudeus e i suoi compagni lo uccidano. Tornato a Rikarisu, Rudeus viene avvicinato da un altro avventuriero, che ha scoperto il suo piano per ottenere missioni di rango superiore e tenta di ricattarlo. Commosso dalla volontà di Rudeus di proteggere Eris, Ruijerd si toglie il suo travestimento, rivelandosi come Superd, e minaccia di uccidere l'avventuriero se dovesse rivelare il loro segreto. Dopo aver lasciato la città, Rudeus si riconcilia con Ruijerd. Rudeus continua a viaggiare con Eris e Ruijerd fino a una città costiera ai margini del Continente dei Demoni, senza sapere che anche Roxy sta arrivando lì per cercarlo, accompagnata da due ex compagni di Paul. |                  |                 |
| Seconda parte (12 episodi) |     | |                  |                 |
| 12                         | 12  | La donna con gli occhi del demone 「魔眼を持つ女」 - Magan o motsu onna | 4 ottobre 2021   | 14 gennaio 2025 |
| 12                         | 12  | Rudeus e il suo gruppo arrivano finalmente in una città costiera con un porto, mentre Roxy e il suo gruppo arrivano contemporaneamente in nave, ma entrambi non si incontrano. In seguito, Rudeus ed Eris vengono a sapere che siccome Ruijerd è un Superd, il costo per imbarcarsi per viaggiare nell'oceano è troppo alto per loro. Mentre cercano una soluzione, Rudeus viene nuovamente contattato dal Dio degli umani, che gli consiglia di comprare del cibo in un luogo specifico, dove si imbatte in una vagabonda affamata e la sfama. La vagabonda gli rivela di essere la reincarnazione dell'Imperatrice Demone Kishirika Kishirisu, che lo ricompensa con un Occhio del Demone che gli permette di vedere alcuni secondi nel futuro. Rudeus usa questo potere per salvare un uomo dal ferirsi da un vaso caduto accidentalmente dall'alto. Dopo essersi abituato alla sua nuova abilità, Rudeus decide di vendere il suo bastone per ottenere il denaro necessario per il biglietto di Ruijerd, ma Ruijerd stesso lo dissuade dal farlo, sottolineando che ferirà i sentimenti di Eris. Alla fine, arriva l'uomo che Rudeus ha salvato in precedenza e si presenta come Galius Cleaner. |                  |                 |
| 13                         | 13  | Contatto mancato 「すれ違い」 - Surechigai | 11 ottobre 2021  | 14 gennaio 2025 |
| 13                         | 13  | Roxy e i suoi compagni, Talhand ed Elinalise, iniziano a cercare in città qualsiasi traccia della famiglia scomparsa di Paul, tra cui Rudeus. Tuttavia, poiché Rudeus viaggia sotto falso nome, Roxy non si rende conto che si trova nella stessa città. Mentre Roxy esplora la città, si imbatte in Eris e Ruijerd che si sfidano, ma fugge quando pensa che siano entrambi Superd. Non trovando informazioni, Roxy e il suo gruppo partono per la città successiva. Nel frattempo, Rudeus e il suo gruppo riescono a lasciare la città via mare dopo che Galius ha aiutato Ruijerd a salire sulla nave in cambia della "liberazione" da parte di Rudeus di alcuni beni nel porto di Zant. Una volta raggiunto Zant, Rudeus si dirige verso il nascondiglio dei contrabbandieri, dove scopre che deve liberare i bambini-bestia tenuti prigionieri dai contrabbandieri. Ruijerd uccide tutti i contrabbandieri e scorta i bambini al sicuro, mentre Rudeus torna indietro per liberare un cane magico. Tuttavia, cade in un'imboscata e viene catturato da una coppia di uomini-bestia che stavano cercando di salvare i bambini e la loro Bestia Sacra. Scambiando Rudeus per uno dei contrabbandieri, lo portano al loro villaggio per interrogarlo. |                  |                 |
| 14                         | 14  | Nulla al mondo ti arriva gratuitamente 「只より高いものはない」 - Tada yori takai mono wa nai | 18 ottobre 2021  | 14 gennaio 2025 |
| 14                         | 14  | Rudeus viene imprigionato nel villaggio di Doldia, per poi essere raggiunto da un altro prigioniero umano, un mascalzone di nome Geese. Pochi giorni dopo, il villaggio viene attaccato dai contrabbandieri che cercano di rapire i bambini-bestia, e sia Rudeus che Geese si liberano e aiutano gli abitanti del villaggio. Insieme, sconfiggono tutti i nemici, tranne Galius, che si rivela il capo della banda di contrabbandieri che lo ha ingannato per usare Ruijerd come diversivo per attirare i guerrieri del villaggio. Galius sovrasta Gyes e uccide due dei suoi uomini. Rendendosi conto che Galius è troppo forte per essere affrontato da solo, Rudeus pensa di lasciarlo fuggire finché non arriva la Bestia Sacra in aiuto e tutte le parti lo sconfiggono insieme. Dopo la battaglia, Rudeus si riunisce con Eris e Ruijerd, che spiegano di essere stati trattenuti per aiutare i Doldia a eliminare il resto dei contrabbandieri. Gli abitanti del villaggio si scusano per aver accusato ingiustamente Rudeus e lo ringraziano per il suo aiuto. A Fittoa, il nonno di Eris viene incolpato della situazione della città dopo l'ondata di mana, privato della sua posizione e giustiziato davanti al re. |                  |                 |
| 15                         | 15  | La lenta vita del villaggio di Doldia 「ドルディア村のスローライフ」 - Dorudia mura no Surō Raifu | 25 ottobre 2021  | 14 gennaio 2025 |
| 15                         | 15  | Con l'inizio della stagione delle piogge, Rudeus e il suo gruppo sono costretti a rimanere nel villaggio di Doldia per i prossimi tre mesi. Durante questo periodo, Eris fa amicizia con alcune bambine-bestia, tra cui Tona, la figlia di Gyes, che è il miglior guerriero del villaggio. Tuttavia, quando fa il nome di Ghislaine, suscita una reazione negativa da parte di Gyes, che rivela che Ghislaine è la sua sorella minore che ha lasciato il villaggio molto tempo fa ed è considerata una traditrice per aver rifiutato di diventare guardiana del villaggio. Questo scatena l'interesse di Tona per l'apprendimento del combattimento con la spada ed Eris diventa volentieri la sua maestra. Tre mesi dopo, Rudeus e il suo gruppo si preparano a partire dopo la fine delle piogge ma Tona non vuole che Eris parte e litiga con lei. Gyes riesce a convincerla a scusarsi rivelandole che Ghislaine era molto ribelle da giovane e che il villaggio ha permesso che venisse portata via da un avventuriero per liberarsene, dopodiché si pente di aver lasciato partire la sorella senza aver cercato di capirla. Rudeus e il suo gruppo partono quindi per il paese santo di Millis e Geese si unisce a loro. |                  |                 |
| 16                         | 16  | Lite in famiglia 「親子げんか」 - Oyako genka | 1º novembre 2021 | 14 gennaio 2025 |
| 16                         | 16  | Il gruppo raggiunge la capitale di Millis, Millishion. Geese si separa dal gruppo, mentre Rudeus decide di prendersi un giorno di riposo. Tuttavia, Rudeus nota quello che sembra essere un rapimento e segue i rapitori. Affronta i delinquenti e si sorprende nel vedere che Paul è il loro capo. Paul spiega che il loro villaggio natale è stato coinvolto nel disastro del teletrasporto e che lui e il suo gruppo hanno trascorso l'ultimo anno e mezzo a rintracciare gli abitanti del villaggio scomparsi e le loro famiglie. Quando Rudeus racconta a Paul del suo viaggio dal Continente dei Demoni, Paul chiede a Rudeus perché non ha mai provato a scrivere una lettera a casa o a pensare alle altre vittime del disastro. I due litigano e vengono interrotti solo dall'intervento di Norn. Vedere il gruppo di Paul che lo disprezza fa riaffiorare in lui il ricordo di essere stato evitato nella sua vita passata e Rudeus se ne va. Vedendo Rudeus giù di morale, Eris fa del suo meglio per confortarlo, e lui gliene è grato. |                  |                 |
| 17                         | 17  | Riconciliazione 「再会」 - Saikai | 8 novembre 2021  | 14 gennaio 2025 |
| 17                         | 17  | Geese fa visita a Paul, rivelandosi un membro del suo gruppo, e lo incoraggia a fare ammenda con Rudeus, ricordandogli che suo figlio è ancora un bambino. Paul ha degli incubi su ciò che sarebbe potuto accadere a Rudeus e decide di smettere di bere alcolici. Il giorno dopo, Rudeus e Paul si incontrano all'interno di un locale, dove inizialmente tra i due regna l'imbarazzo, ma Rudeus si rende conto che Paul ha interpretato male le sue intenzioni iniziali e cerca di scusarsi con lui. Dopo una conversazione a cuore aperto, i due si riconciliano tra le lacrime. A questo punto, Rudeus rivela che inizierà a cercare il resto della sua famiglia dopo aver accompagnato Eris a casa, pur sapendo che la sua famiglia è ancora dispersa. Dopo essersi separato da Rudeus, Paul apprende da Geese che continuerà a cercare il resto della famiglia di Paul, recandosi in luoghi che non hanno ancora visitato. |                  |                 |
| 18                         | 18  | Viaggi separati 「それぞれの旅」 - Sorezore no tabi | 15 novembre 2021 | 14 gennaio 2025 |
| 18                         | 18  | Mentre Rudeus e il suo gruppo attraversano il mare alla volta del Continente Centrale, Roxy torna al suo villaggio natale, dove si riunisce ai suoi genitori. Sentendosi ancora spiazzata per non poter usare la telepatia per comunicare con gli altri abitanti del villaggio, Roxy pensa di partire immediatamente, ma ci ripensa dopo aver capito quanto i suoi genitori abbiano sentito la sua mancanza. Roxy apprende dal padre e dalla madre che Rudeus ha fatto loro visita due anni fa. Sollevata dal fatto che stia bene, parte con i suoi compagni per continuare a cercare il resto della sua famiglia nel Continente dei Demoni. |                  |                 |
| 19                         | 19  | Scelta del cammino 「ルート選択」 - Rūto sentaku | 22 novembre 2021 | 14 gennaio 2025 |
| 19                         | 19  | Rudeus ha un altro incontro con il Dio degli umani, che lo consiglia su come ricongiungersi con Lilia e Aisha. Arrivato nel Regno di Shirone, Rudeus invia una lettera a Roxy, che lavora come insegnante a palazzo, e salva Aisha da alcuni inseguitori. Seguendo il consiglio del Dio degli umani, Rudeus si astiene dal rivelare la sua identità alla sorella, che lo ritiene un pervertito per aver trovato le mutandine di Roxy che Lilia gli aveva confiscato. Rudeus viene quindi convocato a palazzo per un'udienza con Roxy, ma cade in una trappola tesa dal settimo principe di Shirone, Pax, che tiene in ostaggio Lilia. Infatuato di Roxy, Pax rivela che intende usare Rudeus come esca per catturarla. |                  |                 |
| 20                         | 20  | La nascita della mia sorella domestica 「妹侍女の生まれた日」 - Imōto jijo no umareta hi | 29 novembre 2021 | 14 gennaio 2025 |
| 20                         | 20  | Mentre aspetta nella sua cella, Rudeus incontra il terzo principe di Shirone, Zanoba, che lo idolatra per aver realizzato statuette così realistiche di Roxy e Ruijerd e cerca di diventare il suo apprendista. Quando Rudeus spiega che solo Pax può sciogliere il sigillo sulla sua cella, Zanoba promette di risolvere la situazione. Nel frattempo, le guardie di Pax portano di nascosto Ruijerd, Eris e Aisha nel palazzo in cambio del salvataggio delle loro famiglie, tenute in ostaggio da Pax. Zanoba cattura Pax e Aisha rivela che le loro famiglie sono al sicuro. In seguito, Lilia e Aisha vengono rimandate a casa e Lilia restituisce a Rudeus le mutandine di Roxy e gli regala una collana fatta da Sylphiette per il suo decimo compleanno. Rudeus regala poi il suo coprifronte ad Aisha come ricordo. Mentre se ne va, Aisha si scusa con Rudeus per avergli dato del pervertito, rivelando di aver sempre saputo la sua vera identità. Nel frattempo, Pax e Zanoba vengono esiliati dal Regno di Shirone a causa del loro comportamento, con il pretesto di studiare all'estero. |                  |                 |
| 21                         | 21  | Punto di svolta nº2 「ターニングポイント２」 - Tāningu Pointo 2 | 6 dicembre 2021  | 14 gennaio 2025 |
| 21                         | 21  | Rudeus, Eris e Ruijerd continuano il loro viaggio quando incontrano Orsted, il Dio Drago. Eris e Ruijerd sono terrorizzati e rifiutano di muoversi, ma Rudeus, ignorando i loro avvertimenti, parla con lui. Orsted chiede a Rudeus informazioni sul Dio degli umani e, credendo che Rudeus sia uno dei suoi apostoli, lo attacca. Ruijerd ed Eris cercano di proteggere Rudeus, ma vengono facilmente sconfitti da Orsted, che ferisce mortalmente Rudeus. Mentre sta morendo, Rudeus incontra il Dio degli umani, che gli rivela che Orsted è afflitto da diverse maledizioni, tra cui una che fa so che tutti gli esseri viventi lo temano irrazionalmente, ma in qualche modo Rudeus non ne è stato colpito. Nonostante non conosca le reali intenzioni del Dio degli umani, Rudeus lo ringrazia per il suo aiuto. Invece di morire, Rudeus torna nel mondo dei vivi, dove apprende che la compagna di Orsted, Nanahoshi, ha interceduto in suo favore e ha convinto Orsted a salvargli la vita e a risparmiarlo prima che i due partissero. |                  |                 |
| 22                         | 22  | Sogni e realtà 「現実」 - Genjitsu | 13 dicembre 2021 | 14 gennaio 2025 |
| 22                         | 22  | Durante la notte, Rudeus rivela a Ruijerd la natura del Dio degli umani e il fatto che la maledizione dei Superd su di lui sta gradualmente svanendo. Il giorno dopo, il gruppo raggiunge le rovine della città natale di Rudeus, dove ha dei flashback della sua prima vita. Ruijerd annuncia che, poiché Rudeus ed Eris sono abbastanza forti da non richiedere più la sua protezione, si congeda. Rudeus ed Eris si separano da Ruijerd prima di proseguire verso Roa, anch'essa in rovina. Lì Eris si riunisce a Ghislaine e al suo servitore Alphonse. Tuttavia, Alphonse rivela che i genitori di Eris sono stati entrambi uccisi in seguito all'incidente del teletrasporto, mentre il re ha giustiziato suo nonno. Alphonse spiega anche che un altro ramo della famiglia Greyrat, guidato da Lord Pilemon, si è offerto di permettere a Eris di sposarsi con loro per preservare la linea di famiglia, sebbene Ghislaine sia contraria. In seguito Rudeus trova la conferma che Sylphiette non è stata trovata morta, ma il suo stato rimane sconosciuto. Quella notte, Eris entra nella tenda di Rudeus e fa sesso con lui. La mattina dopo, però, Rudeus si sveglia e scopre che Eris è partita con Ghislaine verso un luogo sconosciuto, lasciandolo sconvolto e confuso. |                  |                 |
| 23                         | 23  | Svegliati e fa' un passo 「目覚め、一歩、」 - Mezame, ippo, | 20 dicembre 2021 | 14 gennaio 2025 |
| 23                         | 23  | Rudeus cade in uno stato di depressione e inizia ad avere dei flashback della sua vecchia vita, dove un grave atto di bullismo a scuola lo ha traumatizzato facendolo diventare un recluso sociale. Nel frattempo, Eris è partita per il suo viaggio con Ghislaine per diventare abbastanza forte da combattere Orsted e proteggere Rudeus. Ruijerd salva alcuni viaggiatori dalle bestie, guadagnandosi il loro plauso nonostante abbia rivelato loro la sua identità di Superd. Zanoba e Geese proseguono i loro rispettivi viaggi ricordando con affetto Rudeus, mentre Gyes e Tona continuano ad allenarsi insieme nel villaggio di Doldia. Roxy incontra Kishirika e la aiuta a pagare il conto in un locale. In segno di gratitudine, Kishirika usa i suoi Occhi del Demone per localizzare la famiglia di Rudeus, rivelando che Aisha e Lilia si sono riunite con Paul e Norn, mentre Zenith si trova nella Città Labirinto di Rapan, nel Continente di Begaritt, quindi Roxy e il suo gruppo si preparano a partire per salvarla. Rudeus è ancora depresso, ma dopo aver visto in sogno Zenith, si ricorda che ha ancora il dovere di trovarla e supera le sue insicurezze per continuare il suo viaggio. Altrove, Sylphiette, che è viva e ora ha i capelli bianchi, cerca di convincere un gruppo sconosciuto a reclutare Rudeus tra le proprie fila.                                                                                          |                  |                 |
| OAV                        | OAV | Eris a caccia di goblin 「エリスのゴブリン討伐」 - Erisu no Goburin tōbatsu | 16 marzo 2022    | 14 gennaio 2025 |
| OAV                        | OAV | Le vicende si svolgono durante l'episodio 16. Eris decide di intraprendere una missione di uccisione di goblin e assiste a un giovane mago sbruffone di nome Cliff Grimoire che si mette nei guai. Eris lo salva, ma quando lui la definisce "racchia", lo picchia. Eris accetta a malincuore di formare un gruppo con Cliff, ma si infuria quando questi riduce in genere i goblin, senza lasciare alcuna prova del completamento della missione. Dopo essersi persi nella foresta, vedono degli assassini che attaccano una bambina e la sua guardia Therese, quindi Eris uccide gli assassini e dichiara a Therese di essere Ruijerd il Superd. Mentre se ne vanno, uno dei nemici sopravvissuti riconosce Cliff come Maestro Cliff e si chiede perché sia con un Cavaliere Templare. Ruijerd interroga l'assassino prima che muoia e scopre che sono alleati del Papa, che sostiene la coesistenza tra umani e demoni, mentre i Cavalieri Templari e il loro capo, l'Arcivescovo, no. Quando tornano in città, Cliff chiede a Eris di sposarlo, sostenendo di essere migliore di Rudeus, ma quando vede il volto di Eris mentre parla di Rudeus, capisce che non ha alcuna possibilità di conquistarla e torna a casa depresso dove si scopre che gli assassini morti erano in realtà i suoi tutori. Eris torna da Rudeus e lo trova sconvolto dopo l'incontro con Paul. Alla fine, Cliff è seduto alla scrivania della sua stanza e pensa a Rudeus. |                  |                 |

### Seconda stagione
| Nº serie                   | Nº | Titolo italiano Giapponese 「Kanji」 - Rōmaji | In onda           | In onda           |
| Nº serie                   | Nº | Titolo italiano Giapponese 「Kanji」 - Rōmaji | Giapponese        | Italiano          |
| Prima parte (12 episodi)   |    | |                   |                   |
| 24                         | 0  | Fitz la guardia magica 「守護術師フィッツ」 - Shugo-jutsu-shi fittsu | 2 luglio 2023     | 23 luglio 2023    |
| 24                         | 0  | Nel caos seguito al disastro del teletrasporto, Sylphie viene scagliata verso il palazzo di Asura. Durante la caduta, l'esaurimento totale del mana trasforma i suoi capelli dal verde al bianco. Atterrando con l'ultimo residuo di magia, neutralizza inconsapevolmente il mostro che minacciava la principessa Ariel. Assistendo alle abilità di Sylphie, Ariel usa la minaccia di accusarla di violazione di domicilio per ricattarla affinché diventi una delle sue guardie del corpo sotto lo pseudonimo di "Fitz". Ariel è attualmente impegnata in una faida segreta con suo fratello, Grabel, per la successione al trono di Asura, con i suoi sostenitori più fedeli che sono l'altra sua guardia del corpo, Luke, e suo padre, Sir Pilemon. Ariel scopre che Sylphie è tormentata da incubi legati al disastro del teletrasporto. Durante un momento di confidenza, la principessa rivela di provare lo stesso tipo di terrori notturni legati a un'esperienza pre-morte. Questo legame le spinge a condividere il letto per sostenersi a vicenda. Proprio quella notte, Sylphie intercetta e neutralizza un attentato ordito da Grabel. Sir Pilemon consiglia ad Ariel di trasferirsi temporaneamente all'estero per ragioni di sicurezza. Sebbene la principessa accetti il suggerimento e offra a Sylphie la libertà dal servizio, la giovane maga – ormai legata ad Ariel da un'amicizia sincera e da un rapporto di reciproca fiducia – sceglie spontaneamente di rimanere al suo fianco. |                   |                   |
| 25                         | 1  | Il mago disperato 「失意の魔術師」 - Shitsui no majutsushi | 9 luglio 2023     | 30 luglio 2023    |
| 25                         | 1  | Sulla scia di Eris che lo ha lasciato, un Rudeus profondamente depresso continua la sua ricerca di Zenith viaggiando verso le remote terre del Nord, facendo successivamente una sosta nel Ducato di Basherant e sciogliendo formalmente il party dei Dead End. Avendo bisogno di guadagnare denaro per continuare i suoi viaggi, accetta con riluttanza di unirsi al gruppo Counter Arrow, composto dai combattenti di prima linea Suzanne e Patrice, dal mago Timothy, dal guaritore Mimir e dall'arciera Sara. Tuttavia, Sara non è fiduciosa nei confronti di Rudeus, e lui si ritrova a paragonarla a Eris nella sua testa. Accompagna i Counter Arrow in una missione per uccidere i luster grizzly, ma la situazione si aggrava quando il gruppo viene circondato da loro. Assistendo ai membri dei Counter Arrow che lottano per le loro vite, Rudeus ritrova la motivazione per continuare a vivere e aiuta il gruppo a combattere i mostri. Al ritorno in città, Rudeus viene accettato come membro dei Counter Arrow. Dopo aver capito di non aver perso tutto e di avere ancora amici e familiari come Roxy su cui contare, Rudeus brucia la ciocca di capelli di Eris che aveva tenuto come ricordo. |                   |                   |
| 26                         | 2  | La foresta a mezzanotte 「真夜中の森」 - Mayonaka no mori | 16 luglio 2023    | 6 agosto 2023     |
| 26                         | 2  | Passano diversi mesi e Rudeus costruisce la sua fama e la sua reputazione a Basherant, sperando che la notizia delle sue imprese raggiunga Zenith o che qualcuno sappia dove si trova. Decide di accompagnare i Counter Arrow in un'altra missione per raccogliere scaglie di snow drake, ma si imbatte accidentalmente in un altro party, Stepped Leader, che sta andando a caccia dei snow drake. Nonostante questa battuta d'arresto, i Counter Arrow completano con successo la missione e tornano in città, dove Sara convince Rudeus a unirsi alla loro celebrazione della vittoria. Tuttavia, durante la celebrazione, il leader dei Stepped Leader, Soldat, si lascia andare a uno sproloquio da ubriaco, rivelando che Rudeus, lo irrita gravemente. Il giorno dopo, Rudeus scopre che Mimir è stato ucciso e Sara è scomparsa durante una missione, con il resto dei Counter Arrow costretto a ritirarsi a causa di una bufera di neve. Si dirige da solo nella foresta vicina, recupera i resti di Mimir e salva Sara. Dopo essere stato ringraziato profusamente da Sara e dai Counter Arrow, Rudeus prova un senso di catarsi e riacquista altre delle sue emozioni perdute. |                   |                   |
| 27                         | 3  | Rapido avvicinamento 「急接近」 - Kyūsekkin | 23 luglio 2023    | 13 agosto 2023    |
| 27                         | 3  | Dopo essere stata salvata, Sara si avvicina a Rudeus e decide di chiedergli un appuntamento. Quella stessa notte, Sara flirta con lui, lasciando intendere di essere disposta ad avere un rapporto intimo. Tuttavia, Rudeus scopre di soffrire di disfunzione erettile, cosa che delude profondamente Sara, che se ne va. In seguito, Rudeus, imbarazzato, cerca di dimenticare la delusione bevendo e si confida con Soldat. Quest'ultimo, pensando che il problema derivi dai sentimenti inconsci di Rudeus per Eris, decide di aiutarlo. Lo porta in un bordello locale, dove anche Elise, una delle prostitute, non riesce a suscitare in lui alcun interesse; Soldat ipotizza che Rudeus non riesca a provare passione per paura del rifiuto da parte delle donne. Sulla via di casa, Rudeus, frustrato e ubriaco, si sfoga dicendo di non provare attrazione per Sara e di trovarla poco attraente. Sara sente queste parole, lo affronta con rabbia e lo schiaffeggia, dicendogli di non volerlo più vedere, poi se ne va. Con la depressione che si aggrava, Rudeus tenta quasi subito il suicidio, ma Soldat lo ferma e gli propone di accompagnarlo a completare un labirinto nel vicino Ducato di Neris. Nel frattempo, Elinalise, che sta cercando Rudeus, scopre che si è diretto verso le terre del Nord. |                   |                   |
| 28                         | 4  | Lettera d'invito 「推薦状」 - Suisenjō | 30 luglio 2023    | 20 agosto 2023    |
| 28                         | 4  | Rudeus trascorre i successivi due anni all'avventura con il gruppo di Soldat, culminando infine con l'uccisione di un drago rosso da solo. Poco dopo, Elinalise finalmente raggiunge Rudeus e lo informa che Paul e Roxy sono già partiti per la città-labirinto di Rapan vicina al centro del Continente di Begaritt per cercare Zenith. Nel frattempo, Rudeus decide di rimanere nelle terre del Nord fino a quando non passa l'inverno prima di recarsi lui stesso a Rapan; scopre rapidamente la promiscuità di Elinalise. Qualche tempo dopo, Rudeus riceve una lettera dall'Accademia di Magia di Ranoa che lo invita a iscriversi come studente speciale, in riconoscimento delle sue recenti imprese. Rudeus è incuriosito, ma è incline a trovare Zenith per prima. Quella notte, Rudeus incontra di nuovo il Dio degli umani nei suoi sogni, che gli consiglia di iscriversi all'accademia e indagare sul disastro del teletrasporto, promettendogli che così facendo curerà la sua disfunzione erettile. Questo convince Rudeus ad accettare l'invito dell'accademia e, seguito da Elinalise, si reca nel Regno di Ranoa, dove Sylphie, Ariel, Luke, Cliff e Zanoba sono studenti della stesso istituto che lui frequenterà. |                   |                   |
| 29                         | 5  | L'Accademia di Magia di Ranoa 「ラノア魔法大学」 - Ranoa mahō daigaku | 6 agosto 2023     | 3 settembre 2023  |
| 29                         | 5  | Rudeus arriva all'accademia, dove la sua capacità di lanciare incantesimi senza pronunciarli viene messa alla prova in un finto duello contro un altro incantatore con abilità simili alle sue, un ragazzo di nome Fitz, che, all'insaputa di Rudeus, è Sylphie sotto mentite spoglie. Rudeus sconfigge facilmente Fitz e viene accettato come studente, insieme a Elinalise. Dopo aver assistito a un discorso di Ariel, che è la presidente del consiglio studentesco, Rudeus inizia a frequentare la sua classe. Lì, si riunisce con Zanoba e incontra alcuni dei suoi compagni di classe: la figlia di Gyes, Linia Dedoldia, la ragazza-bestia Pursena e l'autoproclamato genio magico Cliff Grimoire, che gli dice di conoscere Rudeus a causa di Eris. Scopre anche che Fitz fa parte della sua classe, ma la frequenta raramente. Dopo un breve incontro con Fitz, Rudeus incontra Luke, che rivela di essere anche lui un Greyrat e cugino di Rudeus. Più tardi, mentre Rudeus sta tornando al suo dormitorio, Fitz lascia cadere accidentalmente le mutandine di Ariel da una finestra sopra di lui; quando Rudeus le afferra, le studentesse lo affrontano con rabbia, accusandolo di averle rubate. La responsabile della sicurezza del dormitorio tenta di punirlo, ma Fitz arriva per difendere Rudeus, costringendo la folla a ritirarsi minacciandola. Fitz si scusa per aver causato problemi a Rudeus, ma lui la ringrazia per l'aiuto ricevuto. Fitz, a sua volta, decide di non rivelargli la sua vera identità. |                   |                   |
| 30                         | 6  | Non voglio morire 「死にたくない」 - Shinitakunai | 13 agosto 2023    | 3 settembre 2023  |
| 30                         | 6  | Rudeus inizia ad abituarsi alla vita scolastica all'accademia, dove studia magia in cui non ha esperienza, oltre a ricercare la causa del disastro del teletrasporto insieme a Fitz. Tuttavia, Rudeus inizia a rendersi conto che potrebbe avere una cotta per Fitz, con sua grande confusione poiché crede che Fitz sia maschio. Nel frattempo, tenta anche di insegnare a Zanoba come creare le sue statuette, ma la sua mancanza di capacità magiche e la sua super forza gli impediscono di scolpirle. Fitz suggerisce a Zanoba di acquistare uno schiavo che possa creare statuette per lui. Rudeus, Fitz e Zanoba si recano quindi al mercato degli schiavi locale e acquistano una giovane ragazza nana che chiamano Julie. In seguito, Rudeus inizia a fare da tutor a Julie per insegnarle la magia e le abilità generali mentre lei funge da serva di Zanoba. |                   |                   |
| 31                         | 7  | Rapimento e prigionia delle figlie degli uomini-bestia 「獣族令嬢拉致監禁事件」 - Kemonozoku reijō rachikankin jiken | 20 agosto 2023    | 10 settembre 2023 |
| 31                         | 7  | Mentre Sylphie si abitua alla vita scolastica con Rudeus nella sua vita, inizia a rendersi conto che potrebbe provare sentimenti romantici per lui. Un mese dopo che Zanoba ha acquistato Julie, Rudeus è stato in grado di insegnarle la magia di base e come lanciare incantesimi senza pronuncia. Tuttavia, quando Zanoba mostra la statuetta di Rujierd a Julie, Rudeus chiede della statuetta di Roxy che aveva realizzato. Zanoba è costretto ad ammettere che nel suo primo anno di scuola perse un duello contro Linia e Pursena, che la distrussero. Arrabbiato per questo affronto a Roxy, Rudeus sconfigge Linia e Pursena in un combattimento e le confina nella sua stanza, ma le lascia legate così a lungo che si bagnano, costringendolo a ripulirle. Quindi si consulta con Fitz sul modo migliore per punirle senza creare rancore, Fitz ha l'idea di fare uno scherzo alle ragazze-bestia costringendole ad avere imbarazzanti segni sul viso per un giorno. Linia e Pursena se ne vanno con un riluttante rispetto per Rudeus dopo aver appreso che si è allenato con Ghislaine, e Rudeus trascorre un po' di tempo da solo con Fitz. Fitz prende in considerazione l'idea di togliersi gli occhiali da sole per mostrare a Rudeus il suo volto, ma decide di non farlo per via della sua promessa fatta ad Ariel. |                   |                   |
| 32                         | 8  | Il fidanzato disperato 「絶望の婚約者」 - Zetsubō no konyakusha | 27 agosto 2023    | 17 settembre 2023 |
| 32                         | 8  | Un giorno Cliff si avvicina a Rudeus e gli chiede di presentarlo a Elinalise, per la quale ha sviluppato una cotta. Rudeus va avanti con la presentazione, ma Elinalise gli ricorda in privato che la maledizione che la costringe a dormire con gli uomini non si realizzerà se si dedica a un solo partner. Rudeus le consiglia di rifiutare i sentimenti di Cliff, ma il giorno dopo è scioccato nel vedere che sia lei che Cliff hanno una relazione genuina, con Cliff che promette di trovare un modo per spezzare la maledizione. Più tardi, gli uomini-bestia della scuola iniziano a sfidare Rudeus per il diritto di sposare Linia e Pursena, essendo stati ingannati dalle ragazze-bestia che lui è il loro capobranco. Tuttavia, gli uomini-bestia vengono tutti sconfitti dal Re Demone Badigadi, il fidanzato di Kishirika, che sfida Rudeus a duello dopo aver sentito le lodi di Kishirika. Rudeus vince il duello ferendo Badigadi con il suo primo attacco, convincendo il re demone a cedere. Quando arriva l'inverno, Rudeus e i suoi compagni di classe sono sorpresi quando scoprono che Badigadi si è iscritto all'accademia e si è unito alla loro classe. |                   |                   |
| 33                         | 9  | La maschera bianca 「白い仮面」 - Shiroi kamen | 3 settembre 2023  | 24 settembre 2023 |
| 33                         | 9  | Fitz vuole rivelare la sua vera identità a Rudeus, ma teme che lui l'abbia dimenticata. Viene incoraggiata dall'approvazione di Ariel. Nel frattempo, Rudeus continua a studiare il teletrasporto e nota molte somiglianze con l'evocazione della magia. Fitz suggerisce a Rudeus di consultare una specialista di evocazione, Silent Sevenstar, ma è scioccato nello scoprire che è Nanahoshi e sviene dopo aver rivissuto il trauma della sua morte per mano di Orsted. Fitz risveglia Rudeus, e Nanahoshi mostra a Rudeus due nomi giapponesi, Shinohara Akito e Kuroki Satoshi, e gli chiede se uno di questi nomi appartiene a lui. Rudeus non riconosce i nomi e si rende conto che Nanahoshi è una persona del suo mondo pre-reincarnazione. Nanahoshi si toglie la maschera e si presenta formalmente come Nanahoshi Shizuka, e Rudeus nota che assomiglia alla ragazza del liceo che ha cercato di salvare insieme ad altri due ragazzi. Tuttavia, Nanahoshi vuole trovare un modo per tornare nel loro mondo, mentre Rudeus vuole restare. Spiega che a differenza di Rudeus, che si è reincarnato da bambino, è stata convocata nel mondo come lo è ora cinque anni fa, anche se da allora non è invecchiata. Orsted l'ha trovata e l'ha presa sotto la sua cura, e da allora ha studiato la magia dell'evocazione, anche se le manca la capacità di utilizzare il mana e non può lanciare le magie da sola. Fa un patto con Rudeus in cui userà il suo mana per aiutarla nei suoi esperimenti in cambio della sua conoscenza del teletrasporto. Spiega inoltre che il disastro del teletrasporto di massa è stato probabilmente un effetto collaterale dell'incantesimo che l'ha evocata nel mondo. Sulla via del ritorno, Fitz è felice di sentire che Rudeus non prova sentimenti romantici per Nanahoshi. |                   |                   |
| 34                         | 10 | Questi sentimenti 「この気持ち」 - Kono kimochi | 10 settembre 2023 | 1º ottobre 2023   |
| 34                         | 10 | Fitz continua a sentirsi gelosa del fatto che Rudeus trascorra la maggior parte del suo tempo ad assistere agli esperimenti di Nanahoshi, ma rimane troppo spaventata per rivelargli la sua identità. Un anno dopo essersi iscritto all'università, Rudeus nota che gli altri studenti sono in soggezione nei suoi confronti grazie alla reputazione che si era creato sconfiggendo Fitz, Linia, Pursena e Badigadi, ma rifiuta i suggerimenti per assumere un ruolo di leader. Più tardi, riceve un invito da Soldat a partecipare a una riunione del clan. Dopo la riunione, si separa da Elinalise e Cliff, che hanno in programma di completare qualche incarico per far guadagnare esperienza a Cliff. Dopo aver incontrato di nuovo Fitz in città e in biblioteca, Rudeus si rende conto di provare dei sentimenti romantici nei suoi confronti e inizia a dubitare che Fitz sia maschio. Durante un altro incontro in biblioteca, Fitz cade accidentalmente sopra Rudeus, e lui conferma che lei è in realtà una ragazza. Fitz fugge imbarazzata e Rudeus si rende conto che, per un breve momento, ha sentito un'erezione. Sapendo il vero sesso di Fitz e che lei ha la chiave per curare la sua impotenza, Rudeus decide di iniziare una relazione con lei. |                   |                   |
| 35                         | 11 | A te 「あなたへ」 - Anata e | 17 settembre 2023 | 8 ottobre 2023    |
| 35                         | 11 | Con il segreto di Fitz ormai noto a Rudeus, Ariel la spinge a rivelargli la sua identità. Tuttavia, Fitz non è ancora sicura se Rudeus la ricordi come Sylphie, così Ariel e Luke escogitano un piano per aiutare a rinfrescare la memoria di Rudeus. Più tardi, Fitz invita Rudeus ad accompagnarla a raccogliere un fiore raro nel profondo della foresta nonostante sia pieno inverno. Rudeus è d'accordo e la coppia viaggia nella foresta. Fitz quindi lancia segretamente un incantesimo per far piovere, bagnando sia lei che Rudeus prima che possano raggiungere il riparo all'interno di una grotta. Rudeus si spoglia dei suoi vestiti bagnati per evitare l'ipotermia e consiglia a Fitz di fare lo stesso, ma Fitz insiste che Rudeus la spogli. Rudeus obbedisce e la riconosce come Sylphie, con suo grande sollievo. Ora che si è riunita con Rudeus, Sylphie ammette di essersi innamorata di lui. |                   |                   |
| 36                         | 12 | Voglio trasmetterli 「伝えたい」 - Tsutaetai | 24 settembre 2023 | 15 ottobre 2023   |
| 36                         | 12 | Rudeus ammette di ricambiare l'amore di Sylphie, ma con suo sgomento, non può fare l'amore con lei poiché la sua impotenza non è ancora completamente curata. Sylphie fa rapporto ad Ariel e Luke, con Luke che accetta di aiutare Sylphie a trovare una cura per l'impotenza di Rudeus per simpatia nei suoi confronti. Luke regala a Sylphie un raro e potente afrodisiaco che dovrebbe contrastare l'impotenza di Rudeus, mentre Ariel fornisce alcuni consigli su come sedurlo. Sylphie incontra Rudeus più tardi quella notte, ed entrambi bevono l'afrodisiaco, che li aiuta a spingerli a fare l'amore. La mattina dopo, dopo aver capito che Sylphie non lo ha abbandonato, Rudeus vive una catarsi emotiva, supera il trauma causato dalla sua partenza da Eris e viene curato dalla sua impotenza. Rudeus poi ringrazia Ariel per il suo aiuto promettendole la sua lealtà e poi chiede la mano di Sylphie in matrimonio, che lei accetta. Ariel libera Sylphie dal suo obbligo di travestirsi da Fitz e accetta Rudeus come parte della sua cerchia ristretta. Sylphie poi ringrazia Ariel e Luke per tutto quello che hanno fatto per lei. |                   |                   |
| Seconda parte (12 episodi) |    | |                   |                   |
| 37                         | 13 | La casetta dei miei sogni 「夢のマイホーム」 - Yume no Mai Hōmu | 8 aprile 2024     | 28 aprile 2024    |
| 37                         | 13 | Ora che è fidanzato con Sylphie, Rudeus prende in considerazione il matrimonio, ma ha poca dimestichezza di come funzioni. Dopo aver ascoltato i consigli di Zanoba e Cliff, Rudeus decide che il primo passo è l'acquisto di una casa. Si accontenta di una villa abbandonata che può acquistare a un prezzo molto basso, ma ha la reputazione di essere infestata, con i residenti del passato che sono stati misteriosamente uccisi di notte. Rudeus, Zanoba e Cliff si recano alla villa per eliminare i fantasmi e scoprono che la villa è infestata da una bambola mobile che è stata creata in segreto da un precedente residente della villa. Affascinato dalla bambola mobile, Zanoba si offre volontario per fare ricerche su di essa nella speranza di replicarla. Rudeus mostra quindi a Sylphie la villa ristrutturata e le propone formalmente di sposarla, cosa che lei accetta. |                   |                   |
| 38                         | 14 | Celebrazione 「披露宴」 - Hirōen | 15 aprile 2024    | 5 maggio 2024     |
| 38                         | 14 | Rudeus e Sylphie decidono di organizzare il consueto ricevimento di nozze e invitano tutti i loro amici e compagni di classe a partecipare, tra cui la principessa Ariel e Nanahoshi. Il giorno del ricevimento, Sylphie rivela finalmente a tutti la sua vera identità. Alla fine del ricevimento, mentre tutti danno la loro benedizione a Rudeus e Sylphie, Elinalise improvvisamente scoppia a piangere. Sylphie chiede quindi a Elinalise se è sua nonna, dal momento che ha sentito storie che sua nonna era una delle compagne di Paul. Elinalise lo conferma e ammette di aver nascosto la sua parentela per paura che la sua maledizione e la sua reputazione potessero danneggiare i suoi discendenti. Ariel chiede quindi a Rudeus di duellare con Luke per vedere se è degno di essere il marito di Sylphie. Rudeus sconfigge facilmente Luke e Ariel gli chiede di impedire a Sylphie di aiutarla a prendere il trono di Asura in modo che possa concentrarsi sulla sua famiglia. Dopo aver visto Elinalise riconciliarsi con Sylphie, Cliff è ancora più motivato a spezzare la sua maledizione e chiede l'aiuto di Rudeus, che lui accetta. Dopo che tutti gli ospiti se ne sono andati, Rudeus e Sylphie iniziano ufficialmente la loro vita come coppia sposata. |                   |                   |
| 39                         | 15 | Distanza 「遥か」 - Haruka | 22 aprile 2024    | 12 maggio 2024    |
| 39                         | 15 | Rudeus riceve una lettera da Paul che lo informa che lui e il suo party stanno per partire per il continente di Begaritt alla ricerca di Zenith. Tuttavia, poiché Begaritt è pericoloso quanto il Continente Demoniaco, Paul ha deciso di mandare Aisha e Norn a vivere con Rudeus mentre lui è via. Nel frattempo, l'ultimo esperimento di teletrasporto di Nanahoshi si rivela un fallimento, causandole un esaurimento nervoso e facendola diventare catatonica. Rendendosi conto che Nanahoshi ha lavorato troppo ed è caduta nella stessa disperazione che aveva sofferto lui, Rudeus decide di ospitarla a casa sua fino a quando non si riprenderà. Rudeus quindi convoca i suoi compagni di classe per capire come correggere l'ultimo cerchio magico di Nanahoshi, che continua a funzionare male. Zanoba suggerisce di usare cerchi composti, più cerchi magici sovrapposti, che ha imparato studiando la bambola. Dopo aver appreso questo nuovo metodo, Nanahoshi ritrova la sua ispirazione e lavora con Rudeus e i suoi compagni di classe per ridisegnare il cerchio. Durante il test successivo, il cerchio magico evoca con successo una bottiglia di plastica dal mondo moderno, dando a Nanahoshi la speranza di poter tornare nel suo mondo. Successivamente, Nanahoshi partecipa a una festa con il resto della classe, e Rudeus nota che è molto più felice ora che può contare sui suoi compagni di classe per l'aiuto. Al ritorno a casa, Rudeus trova Aisha e Norn che lo aspettano, scortate da Ruijerd. |                   |                   |
| 40                         | 16 | Norn e Aisha 「ノルンとアイシャ」 - Norun to Aisha | 29 aprile 2024    | 19 maggio 2024    |
| 40                         | 16 | Dopo aver raggiunto Rudeus e aver avuto un breve confronto con Badigadi, Ruijerd si congeda e suggerisce a Rudeus che probabilmente Eris non è riuscita a trasmettergli correttamente i suoi sentimenti. Mentre Aisha è felice di vedere Rudeus, Norn rimane diffidente nei suoi confronti sin dalla sua rissa con Paul a Millis e si isola senza Paul o Ruijerd al suo fianco. Rudeus legge poi un'altra lettera di Paul, che gli chiede di iscrivere sia Aisha che Norn all'accademia. Aisha invece insiste per prendersi cura di tutte le faccende domestiche per la villa, con Rudeus che cede quando supera l'esame di ammissione all'accademia con voti perfetti. Norn ha voti inferiori alla media e suggerisce di vivere in un dormitorio da sola, con grande dispiacere di Aisha. Rudeus permette con riluttanza a Norn di vivere nei dormitori dell'accademia nella speranza che lei stringa amicizia, ma un mese dopo la sua iscrizione, nota che rimane ancora isolata dai suoi compagni di classe. Rudeus è quindi costretto a fare i conti con Linia e Pursena che rubano la biancheria intima delle ragazze nel tentativo di tirarlo su di morale, dovendo spiegare la situazione ad Ariel. Nel frattempo, Norn inizia a isolarsi nella sua stanza e a saltare le lezioni. |                   |                   |
| 41                         | 17 | I sentimenti di un fratello maggiore 「兄貴の気持ち」 - Aniki no kimochi | 6 maggio 2024     | 26 maggio 2024    |
| 41                         | 17 | Dopo aver appreso della situazione di Norn, Rudeus affronta la sua classe, credendo che l'abbiano maltrattata. Tuttavia, dopo aver parlato con loro, Rudeus si rende conto che il problema è che a Norn non piace essere paragonata a lui, cosa che la sua classe stava inavvertitamente facendo. Sylphie, Linia e Pursena aiutano Rudeus a infiltrarsi nei dormitori delle ragazze in modo che possa parlare personalmente con Norn. Entrando nella stanza di Norn, Rudeus ricorda di essere stato chiuso in casa durante la sua vita passata e di come suo fratello maggiore abbia cercato di aiutarlo. Nel frattempo, Norn riflette sulla sua profonda paura di essere rifiutata da Rudeus, così come dai suoi compagni di classe e dagli insegnanti che la paragonano costantemente a lui. Alla fine, ricorda il consiglio che Paul e Ruijerd le hanno dato, ovvero di fidarsi di Rudeus, e si rende conto che è sinceramente preoccupato per lei. Rudeus dice a Norn che è lì per lei e che ascolterà qualsiasi problema lei abbia. Con ciò, Norn finalmente si apre a Rudeus e lo accetta come suo fratello. In seguito, Rudeus e Sylphie sono felici di vedere che l'umore di Norn è notevolmente migliorato e che sta frequentando di nuovo le lezioni, con Rudeus impressionato dal fatto che Norn sia stata in grado di realizzare qualcosa che non era riuscito a realizzare nella sua vita passata. Prende quindi in considerazione l'idea di chiedere a Nanahoshi di portare un messaggio nel loro vecchio mondo per scusarsi e ringraziare suo fratello maggiore. |                   |                   |
| 42                         | 18 | Punto di svolta nº3 「ターニングポイント3」 - Tāningu Pointo 3 | 13 maggio 2024    | 2 giugno 2024     |
| 42                         | 18 | Rudeus trascorre i mesi successivi con Sylphie e le sue sorelle, scrivendo un libro su Ruijerd, assistendo Nanohoshi nei suoi esperimenti, aiutando Cliff a sviluppare un dispositivo per contrastare la maledizione di Elinalise e assistendo Zanoba a migliorare la sua abilità di scultore. Un giorno, però, Sylphie si avvicina a Rudeus e lo informa di essere incinta, e lui è sopraffatto dall'emozione al pensiero di diventare padre. Tuttavia, Rudeus in seguito riceve una lettera da Geese che lo informa che la missione per salvare Zenith si sta rivelando più difficile del previsto e ha bisogno di assistenza. Il Dio degli umani appare in sogno a Rudeus e gli ricorda di non andare a Begaritt, avvertendolo che il viaggio di andata e ritorno richiederà almeno due anni, il che significa che dovrà lasciare Sylphie da sola e non potrà vedere la nascita di suo figlio. Il Dio degli umani consiglia anche a Rudeus di avere rapporti con Linia o Pursena durante la prossima stagione degli amori. Nonostante abbia ascoltato il consiglio del Dio degli umani, Rudeus è in conflitto se andare ad aiutare Paul o restare. Improvvisamente, Norn tenta di andare da sola a Begaritt quando Rudeus non vuole, e poi lo affronta sulla questione, rendendosi conto che è l'unico abbastanza forte da fare il viaggio verso Begaritt. Rendendosi conto che ha ragione, Rudeus decide di andarsene per aiutare Paul a salvare Zenith. |                   |                   |
| 43                         | 19 | Il viaggio nel deserto 「砂漠の旅」 - Sabaku no tabi | 27 maggio 2024    | 16 giugno 2024    |
| 43                         | 19 | Rudeus comunica la sua decisione a Elinalise, che accetta di accompagnarlo a Begaritt anche se un viaggio di andata e ritorno verso il continente dura almeno 16 mesi. Rudeus informa quindi Nanahoshi della sua partenza, e lei rivela la posizione di un cerchio di teletrasporto segreto nelle vicinanze che può trasportarlo istantaneamente a Begaritt, il che ridurrebbe il viaggio a un solo mese. Rudeus quindi fa sapere alla sua famiglia che se ne sta andando e, nonostante le riserve di Sylphie sull'uso del teletrasporto, Rudeus le assicura che tornerà prima della nascita del loro bambino. Dopo aver terminato i preparativi, Rudeus ed Elinalise partono per Begaritt, con Cliff che dichiara il suo amore per Elinalise e promette di sposarla al suo ritorno. I due usano il cerchio di teletrasporto per viaggiare in un deserto a Begaritt e continuare a viaggiare a piedi. Dopo aver sconfitto alcuni mostri lungo la strada, Rudeus ed Elinalise arrivano alla città di Rapan per incontrarsi con Paul e gli altri. |                   |                   |
| 44                         | 20 | Ingresso nel labirinto 「迷宮入り」 - Meikyūiri | 3 giugno 2024     | 23 giugno 2024    |
| 44                         | 20 | Rudeus ed Elinalise incontrano rapidamente Geese a Rapan, che accetta di portarli da Paul. Paul è scioccato dal fatto che Rudeus ed Elinalise siano arrivati a Rapan così in fretta, e fa ammenda con Elinalise per un incidente avvenuto nel loro passato. Poi spiega che Zenith è scomparsa in un labirinto vicino molto pericoloso. Nonostante le numerose spedizioni, il party di Paul non è stato in grado di localizzarla e Roxy è scomparsa dopo aver accidentalmente innescato una trappola di teletrasporto. Dopo aver appreso che il labirinto è il famigerato Labirinto del Teletrasporto, Rudeus mostra un libro che aveva preso in prestito dall'accademia per studiare la magia del teletrasporto, che descrive in dettaglio un'esplorazione passata del labirinto. Geese conferma che le informazioni sono reali e possono condurli a Zenith. Rudeus passa poi la notte a parlare con Paul, raccontandogli del suo matrimonio con Sylphie e della sua gravidanza. Il giorno successivo, Rudeus, Elinalise, Paul, Geese e Talhand entrano nel Labirinto del Teletrasporto. Con le informazioni del libro, il gruppo è in grado di raggiungere rapidamente il terzo livello. Mentre è lì, Rudeus scopre i segni della presenza di Roxy e riesce a salvarla da un'orda di mostri. |                   |                   |
| 45                         | 21 | Il cerchio magico del sesto livello 「第六階層の魔法陣」 - Dai roku kaisō no mahō-jin | 10 giugno 2024    | 30 giugno 2024    |
| 45                         | 21 | Rudeus è felice di riunirsi con Roxy, ma è scoraggiato quando inizialmente non lo riconosce a causa del tempo trascorso dall'ultima volta che si sono visti. Il party torna quindi in città per far riposare Roxy per alcuni giorni mentre si prepara per la loro prossima spedizione, con Rudeus e Roxy che trascorrono un po' di tempo insieme, ma Rudeus si astiene dal raccontarle del suo matrimonio con Sylphie o di suo figlio. Roxy nel frattempo sembra essersi innamorata di Rudeus, e gli fa promettere di esplorare un labirinto più facile con lei in futuro. Dopo che Roxy si è ripresa, il gruppo torna al labirinto e si spinge fino al quinto livello, fino all'ultima stanza descritta nel libro. Mentre il party esamina la stanza, Paul usa le sue due spade come analogia per dare a Rudeus consigli su come avere relazioni sia con Sylphie che con Roxy, avendo riconosciuto la cotta di Roxy per Rudeus. Mentre cerca di capire come procedere, Rudeus deduce che la stanza assomiglia a quelle delle rovine che lui ed Elinalise hanno usato per teletrasportarsi a Begaritt e trova alcune scale segrete che permettono loro di avanzare verso il sesto livello nella loro ricerca di Zenith. |                   |                   |
| 46                         | 22 | Genitori 「親」 - Oya | 17 giugno 2024    | 7 luglio 2024     |
| 46                         | 22 | All'arrivo nel sesto livello, il party è scioccato nel vedere che il guardiano del labirinto è un'idra che protegge un cristallo con Zenith racchiusa al suo interno. Paul va su tutte le furie quando vede Zenith e attacca l'idra, ma può respingere la magia e rigenerare istantaneamente le sue teste, indifferentemente da quante volte Paul le tagli. Vedendo che i loro attacchi sono inefficaci, il gruppo si ritira nel quinto livello per riorganizzarsi. Paul è inizialmente arrabbiato per essersi lasciato di nuovo alle spalle Zenith, ma il party sottolinea che hanno bisogno di un piano. Roxy rivela di aver letto che questa particolare idra, un'idra di manatite, può assorbire mana in modo che possa essere danneggiata solo da attacchi magici a bruciapelo. Rudeus ricorda gli antichi miti greci sull'idra e suggerisce che possono contrastare la sua rigenerazione con il fuoco. Con un piano adeguato in atto, il gruppo attacca nuovamente l'idra e alla fine riescono ad ucciderla. Tuttavia, nel corso della battaglia, Rudeus perde la mano sinistra e Paul muore proteggendolo da uno degli attacchi del mostro. Scoraggiati per la morte di Paul, il gruppo crema il suo corpo e torna in città con Zenith priva di sensi. Quattro giorni dopo, Zenith si risveglia finalmente dal coma, ma Rudeus e Lillia sono scioccati nel vedere che Zenith ha apparentemente subito danni cerebrali. |                   |                   |
| 47                         | 23 | Torniamo a casa 「帰ろう」 - Kaerou | 24 giugno 2024    | 14 luglio 2024    |
| 47                         | 23 | Devastato dalla morte di Paul, Rudeus ricorda i suoi genitori della sua vita precedente e si rammarica di non aver reso omaggio quando sono morti. Roxy poi va nella sua stanza per confortare Rudeus e passa la notte a fare sesso con lui. Il giorno dopo, Lillia dice a Rudeus che secondo Elinalise, Zenith ha perso i suoi ricordi ed è improbabile che si riprenderà mai completamente. Indipendentemente da ciò, Lillia assicura a Rudeus che si prenderà cura di Zenith al posto di Paul, quindi dovrebbe concentrarsi sulla sua famiglia. Il gruppo parte da Rapan per tornare a casa di Rudeus, portando con sé Lillia e Zenith. Durante il viaggio, Rudeus confessa a Roxy di essere sposato e non è sicuro di ricambiare i suoi sentimenti, ma Roxy rivela di essere stata precedentemente informata da Elinalise e ammette di essersi innamorata di lui quando l'ha salvata nel labirinto. Tuttavia, non volendo interferire nel matrimonio di Rudeus con Sylphie, Roxy è disposta a reprimere i propri sentimenti e andare avanti con la sua vita. Rendendosi conto che in realtà ama Roxy tanto quanto Sylphie, Rudeus è diviso tra loro e non sa cosa fare, fino a quando Elinalise lo convince a prendere Roxy come sua seconda moglie poiché Paul è stato in grado di mantenere i rapporti sia con Zenith che con Lillia. Rudeus chiede a Roxy di sposarlo, ma lei dice a Rudeus che gli risponderà solo dopo che lui avrà chiesto il permesso a Sylphie. Mentre guarda il sorgere del sole, Rudeus riflette sul fatto che dopotutto non è poi così diverso da Paul. |                   |                   |
| 48                         | 24 | Eredità 「嗣ぐ」 - Tsugu | 1º luglio 2024    | 21 luglio 2024    |
| 48                         | 24 | Rudeus finalmente torna a casa e, preoccupato per le parole del Dio degli umani, cerca Sylphie e gli altri, sollevandosi dopo aver confermato che stanno bene. Una volta che Norn torna a casa, Rudeus parla con il resto della famiglia della morte di Paul e dà il benvenuto a Lillia e Zenith per vivere con loro. Rudeus rivela a Sylphie la sua relazione con Roxy e chiede il permesso a Sylphie di sposare anche lei. Norn rimprovera Rudeus per essere stato infedele a sua moglie, ma Sylphie, riconoscendo l'ammirazione di lunga data di Rudeus per Roxy, accetta la sua richiesta e la accoglie come sua seconda moglie, ricordando a Norn che accettava che anche Paul avesse due mogli. Roxy decide di non sposare Rudeus fino alla nascita del figlio di Sylphie. Un mese dopo, Sylphie dà alla luce la figlia di Rudeus, Lucy Greyrat. Dopo aver sposato Roxy, Rudeus fa visita alla tomba di Paul e ringrazia suo padre per tutto ciò che ha fatto per lui, promettendo di vegliare sulla famiglia Greyrat al suo posto e determinato a mantenere il suo voto di vivere una vita senza rimpianti. |                   |                   |

## Home video

### Giappone
La prima stagione è stata pubblicata in Blu-ray dal 21 aprile 2021 al 16 marzo 2022.
| Volume | Episodi     | Data di pubblicazione |
| ------ | ----------- | --------------------- |
| 1      | 1–5         | 21 aprile 2021        |
| 2      | 6-11        | 23 giugno 2021        |
| 3      | 12-17       | 19 gennaio 2022       |
| 4      | 18-23 + OAV | 16 marzo 2022         |

La seconda stagione è stata pubblicata Blu-ray dal 18 ottobre 2023 al 18 settembre 2024.
| Volume | Episodi | Data di pubblicazione |
| ------ | ------- | --------------------- |
| 1      | 0-5     | 18 ottobre 2023       |
| 2      | 6-12    | 20 dicembre 2023      |
| 3      | 13-18   | 17 luglio 2024        |
| 4      | 19-24   | 18 settembre 2024     |